# Брак в Кане Галилейской (картина Веронезе)
«Брак в Кане Галилейской» — картина итальянского живописца Паоло Веронезе по мотиву евангельского сюжета. Картина написана в 1562—1563 годах. 

## Сюжет картины
На картине изображено около 130 фигур, среди которых позднейшая традиция выделяла портреты известных правителей эпохи Возрождения, таких как Карл V, Франциск I, Сулейман Великолепный, Мария I, а также гуманиста Даниэле Барбаро. В образе музыкантов на первом плане Веронезе запечатлел знаменитых венецианских живописцев — Тициана, Тинторетто, Бассано и самого себя в белых одеждах.

## История картины

### Создание картины
Картина была выполнена по заказу бенедиктинцев для трапезной базилики Сан-Джорджо-Маджоре в Венеции.

### Перевозка во Францию
Во время Наполеоновских войн Венеция была захвачена французскими войсками. 16 мая 1797 года Франция подписала мирное соглашение с Венецией, согласно которому город обязуется выплатить 3 миллиона турских ливров наличными, ещё столько же оборудованием для военно-морского флота, а также передать Французской республике три линейных корабля, два фрегата, 20 картин и 500 манускриптов на выбор французского генералитета. Для выполнения последнего пункта соглашения французское командование отправило в Венецию трёх членов Комиссии по делам Наук и Искусств: Жан-Симона Бартелеми, Jacques-Pierre Tinet и Клода Луи Бертолле, которые отобрали в конечном итоге 18 картин — в том числе и «Брак в Кане Галилейской», — а также 2 статуи.
Картину разложили на площади перед базиликой Сан-Джорджо-Маджоре, скрутили в цилиндрический рулон большого диаметра, перекладывая листами белой бумаги после каждого поворота. Полученный свёрток обернули тканью и стянули обёрнутой вокруг него двойной спиралью лентой, таким образом, чтобы никакое внутреннее движение картины не было возможным. Свёрток поместили в обитый медью сундук.
26 сентября 1797 года упакованную таким образом картину погрузили на фрегат Sensible. 28 января 1798 года фрегат прибыл в Тулон. К тому времени корабельные крысы уже прогрызли оборачивавшую картину ткань, поэтому картина была немедленно выгружена на землю, а затем перегружена на речной корабль La Créole, поднявшийся вверх по течению Роны до Лиона, затем по Соне и через центральный канал, привезший груз в Шалон-сюр-Сон. Далее более лёгкие корабли каналами перевезли картину на Сену, и 16 июля шедевр Веронезе прибыл в Париж. Ещё 10 дней понадобилось для организации перевозки картины в Лувр, куда она прибыла 27 июля 1798 года, как часть триумфального «Конвоя Наук и искусств» (фр. Convoi des Sciences et des Arts).

### Реставрация 1798—1799 годов
С 8 ноября 1798 года «Брак в Кане Галилейской» впервые выставляется в Квадратном салоне Лувра. Немедленно встаёт вопрос сохранности картины: полотно, состоящее из нескольких сшитых между собой полос холста, нуждается в консолидации; сама картина также должна быть очищена и реставрирована.
28 ноября 1798 года консерваторы Лувра принимают решение распороть средний горизонтальный шов картины, проходящий на уровне балюстрады, разделив таким образом холст картины на две части. Каждая часть затем была отдельно натянута на свой подрамник. Эта операция завершилась 19 июня 1799 года. С июля по декабрь 1799 года проходит чистка и реставрация картины.
30 мая 1801 года картина снова выставляется в Квадратном салоне Лувра. Холст остаётся разделённым на две половины, стык между ними замаскирован специальной тональной мастикой. Мастика оказалась достаточно хрупкой — в 1802 и в 1806 годах её приходится полностью переделывать.

### Переговоры 1815 года о возврате картины Австрии
«Брак в Кане Галилейской» практически постоянно висит в Квадратном салоне до самого конца Империи — картину временно снимают со стены лишь в 1810 году, когда Квадратный салон Лувра переделывают в часовню для венчания Наполеона с Марией-Луизой.
Сразу же после падения Империи Австрия, в чью империю входит в то время Венеция, предъявляет свои права на картину и требует её возвращения. Переговоры от Франции ведёт Жак Лавалле, генеральный секретарь администрации французских музеев, 2 октября 1815 года ему удаётся подписать с Австрией соглашение, согласно которому картина остаётся в Лувре — в обмен на картину «Le repas chez Simon» Шарля Лебрена (в настоящее время находится в венецианской Академии).

### Эвакуации картины
Во время войны 1870 года картину — снова в свёрнутом виде — эвакуируют из Парижа в Брест. 3 сентября 1870 года она прибывает в Арсенал Бреста, но уже в сентябре 1871 года картину возвращают в Лувр.
Во время Первой мировой войны картину не эвакуируют — это единственная картина, оставшаяся висеть в Квадратном салоне во время войны.
Непосредственно перед Второй мировой войной коллекцию Лувра эвакуируют. 28 августа 1939 года «Свадьбу в Кане Галилейской» вывозят из Лувра. Сначала картину помещают в замок Шамбор, затем в замок Лувиньи. В июне 1940 года картину перевозят в аббатство Лок-Дьё, в сентябре 1940 года — в Музей Энгра. В ноябре 1942 года картина возвращается в Лувр.

### После Второй мировой войны
В феврале 1948 года холст картины снова натягивают на подрамник, и начиная с 1949 года «Свадьба в Кане Галилейской» выставляется в Зале семи каминов Лувра. В 1951 году картину перевозят в Зал законодательного собрания, где она и находится до сих пор, прямо напротив Джоконды Леонардо да Винчи.
В 1989—1992 годах картина снова была реставрирована.

## Современные требования возвращения картины
Несмотря на вполне определённый юридический статус договора 1815 года, до сих пор появляются требования вернуть картину Италии. Так в 2010 году организация, защищающая культурное наследие Венеции, обратилась к первой леди Франции Карле Бруни с просьбой оказать воздействие на Лувр, чтобы музей вернул им картину, вывезенную во Францию при Наполеоне Бонапарте.

## В современном искусстве
В 2007 году при поддержке Фонда Чини цифровая копия картины была изготовлена и размещена в трапезной аббатства.